# Вілтон (містечко, Вісконсин)
Вілтон (англ. Wilton) — місто (англ. town) в США, в окрузі Монро штату Вісконсин. Населення — 963 особи (2020).

## Демографія
Згідно з переписом 2010 року, у місті мешкало 1027 осіб у 276 домогосподарствах у складі 225 родин. Було 309 помешкань
Расовий склад населення:
| - 98,0 % — білих - 0,2 % — чорних або афроамериканців - 0,1 % — корінних американців - 0,1 % — азіатів - 1,1 % — осіб інших рас |

До двох чи більше рас належало 0,6 %. Частка іспаномовних становила 1,1 % від усіх жителів.
За віковим діапазоном населення розподілялося таким чином: 40,8 % — особи молодші 18 років, 50,0 % — особи у віці 18—64 років, 9,2 % — особи у віці 65 років та старші. Медіана віку мешканця становила 24,3 року. На 100 осіб жіночої статі у місті припадало 110,0 чоловіків;  на 100 жінок у віці від 18 років та старших — 112,6 чоловіків також старших 18 років.
Середній дохід на одне домашнє господарство  становив 75 245 доларів США (медіана — 56 667), а середній дохід на одну сім'ю — 79 064 долари (медіана — 58 250). Медіана доходів становила 40 469 доларів для чоловіків та 37 308 доларів для жінок. За межею бідності перебувало 38,2 % осіб, у тому числі 55,1 % дітей у віці до 18 років та 21,0 % осіб у віці 65 років та старших.
Цивільне працевлаштоване населення становило 399 осіб. Основні галузі зайнятості: виробництво — 26,6 %, освіта, охорона здоров'я та соціальна допомога — 14,5 %, транспорт — 13,8 %.